# Putrakko
Putrakko är en halvö i Finland. Den ligger i sjön Näläntöjärvi och i kommunen Kiuruvesi i den ekonomiska regionen  Övre Savolax ekonomiska region  och landskapet Norra Savolax, i den centrala delen av landet, 400 km norr om huvudstaden Helsingfors.